# Sainsbury's
J. Sainsbury's Plc est la deuxième plus grande chaîne de supermarchés au Royaume-Uni, avec une part de 16,8 % du secteur des supermarchés britanniques. Elle est la troisième plus grande chaîne de supermarchés par revenu (18,911 milliards de livres en 2009), après Tesco et Asda.

## Histoire

### Origines et croissance (1869-1955)
Sainsbury's était établi comme un partenariat en 1869 quand John James Sainsbury et son épouse Mary Ann ont ouvert un magasin situé au 173 Drury Lane, Holborn, Londres. Il a commencé comme détaillant de produits frais et puis, a étendu aux épiceries emballés, comme le thé et le sucre. Sa philosophie, comme déclarée sur un panneau à l'extérieur de son premier magasin à Islington, était «Quality perfect, prices lower», c'est-à-dire «Qualité parfaite, prix plus bas».
L'entreprise est devenue le plus grand détaillant en 1922, fut la pionnière de libre service au Royaume-Uni et a atteint son apogée pendant les années 1980. 

### Libre service et apogée (1956-1991)
En 1956, Alan Sainsbury est devenu président après la mort de son père, John Benjamin Sainsbury. Pendant les années 1950 et 1960 Sainsbury's fut pionnier des supermarchés «libre-service» au Royaume-Uni. Lors d'un voyage aux États-Unis, Alan Sainsbury a vu les bienfaits des supermarchés «libre-service», et a cru que l'avenir de Sainsbury's passerait par des supermarchés self-service de 930 m2 avec finalement l'avantage supplémentaire d'un parking pour plus de commodité. La première branche «libre-service» est ouvert à Croydon en 1950.
En 1995, Tesco a dépassé Sainsbury's et est devenu le leader du marché, et Asda est devenu le deuxième plus grand en 2003, ce qui a relégué Sainsbury's à la troisième place.

### Années 2010
En février 2016, Sainsbury's annonce l'acquisition pour 1,3 milliard de livres d'Argos, une entreprise britannique de distribution non-alimentaire par catalogue et par internet qui possède également un grand nombre de magasins et qui est détenue par Home Retail Group.
En avril 2018, Sainsbury's annonce l'acquisition d'Asda pour 7,3 milliards de livres, dont 3 milliards en liquide. Walmart propriétaire d'Asda, garde une participation de 42 % dans le nouvel ensemble. Ce nouvel ensemble devrait avoir environ 330 000 employés, 2 800 magasins et une part de marché de 31,4 % face aux 27,6 % de part de marché de Tesco. En avril 2019, la fusion entre Sainsbury's et Asda est rejetée par les autorités de la concurrence britannique.

## Activité
- Distribution alimentaire : 820 magasins et de 608 supermarchés implantés au Royaume Uni ;

- Prestations de services bancaires : vente de cartes de crédit, de produits d'assurance, de crédits personnels.

La société holding, J Sainsbury plc, a trois filiales, Sainsbury's Supermarkets, Sainsbury's Convenience Stores (les supermarchés «Sainsbury's Local») et Sainsbury's Bank, une banque. Le siège social se retrouve à Holborn Circus, dans la City of London. Sainsbury's a aussi des intérêts de propriétés.

## Principaux actionnaires
Au 23 janvier 2020:
| Qatar Holding                   | 21,8% |
| Schroder & Co Bank              | 3,33% |
| Judith Susan Portrait           | 2,96% |
| Brandes Investment Partners     | 2,34% |
| Majedie Asset Management        | 2,30% |
| Sanderson Asset Management      | 2,28% |
| BlackRock Investment Management | 2,11% |
| Templeton Global Advisors       | 2,06% |
| The Vanguard Group              | 1,97% |
| BlackRock Fund Advisors         | 1,92% |